# زینب چامجی
زینب چامجی (انگلیسی: Zeynep Çamcı؛ زادهٔ ۱۱ دسامبر ۱۹۸۶) بازیگر اهل ترکیه است. وی از سال ۲۰۰۹ میلادی تاکنون مشغول فعالیت بوده است.